# Яшевское сельское поселение
Яшевское се́льское поселе́ние — муниципальное образование в Буинском районе Татарстана Российской Федерации.
Административный центр — село Яшевка.

## История
Статус и границы сельского поселения установлены Законом Республики Татарстан от 31 января 2005 года № 17-ЗРТ «Об установлении границ территорий и статусе муниципального образования "Буинский муниципальный район" и муниципальных образований в его составе».

## Население
| 2010 | 2011 | 2012 | 2013 | 2014 | 2015 | 2016 | 2017 | 2018 |
| ---- | ---- | ---- | ---- | ---- | ---- | ---- | ---- | ---- |
| 225  | ↘224 | ↘221 | ↘217 | ↘208 | ↘196 | ↘195 | ↘187 | ↘180 |

## Состав сельского поселения
| № | Населённый пункт | Тип населённого пункта       | Население |
| - | ---------------- | ---------------------------- | --------- |
| 1 | Козловка         | деревня                      |           |
| 2 | Красное Поле     | деревня                      |           |
| 3 | Медведевка       | деревня                      |           |
| 4 | Шигали           | село                         |           |
| 5 | Яшевка           | село, административный центр |           |